# Paralimnophila (Paralimnophila) mystica
Paralimnophila (Paralimnophila) mystica is een tweevleugelige uit de familie steltmuggen (Limoniidae). De soort komt voor in het Australaziatisch gebied.